# Biotika
Biotika, a.s. je farmaceutická a biotechnologická společnost na Slovensku. Centrála sídlí v Slovenské Lupči, 8 km východně od Banské Bystrice.

## Historie firmy
Biotika vznikla v roce 1953 jako národní podnik v rámci koncernu GR SPOFA Praha, který zastřešoval všechny farmaceutické výrobní podniky v Československu. Původním úkolem Biotiky byla výroba antibiotik, od roku 1956 zejména penicilinu, v té době nejmodernějšího léčiva. Zpočátku zde byl vyráběn penicilin G, od roku 1958 pak penicilin V. Od roku 1959 se začal vyrábět i streptomycin a chlortetracyklin. Později v roce 1964 přibyla výroba injekčních stříkaček. Od roku 1971 zde začali vyrábět aminokyselinu L-lysin jako třetí na světě po Japonsku a USA metodou fermentace. Od roku 1982 přibylo do sortimentu veterinární antibiotikum tylosin. V roce 1988 byl vybudován nový provoz na výrobu penicilinu.
V roce 1966 byl podniku udělen Řád práce, v pozdějším období i vyznamenání Za zásluhy o výstavbu a Za vynikající práci. 
V roce 1992 začal proces kupónové privatizace státního podniku a byla založena akciová společnost Biotika. V roce 1996, kdy byl proces privatizace ukončen, byli majoritními akcionáři G.V.Pharma a.s., Hlohovec (42 % akcií), banka VÚB a.s. (17 %) a americká investiční společnost Moorgate Securities Ltd. (7 %). V roce 1994 byla založena dceřiná společnost Biotika Bohemia spol. s r.o., která zajišťovala distribuci léčiv na českém trhu (v roce 2006 ji odkoupila firma BB Pharma a.s.).       
V roce 1998 proběhlo otevření nové výroby polosyntetických betalaktamových antiobiotik. V roce 2002 byl jejich Penicilin V Potassium schválen americkou FDA (obnova 2007, 2012, audit 2015) a o rok později započala výroba kompaktního draselného penicilinu V v nových výrobních zařízeních.
V roce 2004 vstoupila do Biotiky společnost Middle Europe Investments, a.s. (MEI), jejíž dceřiná společnost MEI Pharma Slovakia C.V. vlastní 55 % akcií. Cílem jejího projektu je od počátku „restrukturalizace a následný prodej společnosti strategickému investorovi“ a je realizován „s důrazem na vývoj a efektivní produkci výrobků s vyšší přidanou hodnotou na bázi fermentační technologie“. V roce 2013 společnost měla 426 zaměstnanců při tržbách 38,3 milionů eur a zisku po zdanění ve výši 6,8 milionů eur.

## Současnost firmy
V současnosti se společnost po restrukturalizaci soustřeďuje zejména na výrobu nejprodávanějšího antibiotika polymyxinu B sulfátu, které začala vyrábět v roce 2009 a jehož výrobní kapacitu navýšila v roce 2018 o 60 %. Biotika je také dosud výrobcem substance fenoxymethylpenicilinu v různých formách, který si dosud zachoval svůj antibakteriální účinek a je jednou ze základních látek pro přípravu polosyntetických penicilinů.
V roce 2017 společnost oficiálně ukončila výrobu hotových lékových forem. Toto výrobní portofolio odkoupila ovšem již dříve firma BB Pharma a.s. se sídlem v Praze, která byla založena v roce 2006 a v následujících letech převzala od Biotiky kompletní výrobní program hotových lékových forem pro teritoria České a Slovenské republiky, jejichž výrobu zabezpečuje prostřednictvím smluvních výrobců.
Podle výroční zprávy z roku 2022 čelila společnost Biotika v předchozím roce dopadům pandemie covidu-19 (nedostatek zaměstnanců, surovin, problémy s dopravou produktů do ohrožených oblastí), ale krizovou situaci údajně zvládla.   